# Geoffroy Krantz
Geoffroy Krantz (ur. 3 grudnia 1981 w Gien) – francuski piłkarz ręczny, reprezentant kraju; występuje jako rozgrywający. Z reprezentacją zdobył w 2006 r. w Szwajcarii mistrzostwo Europy. Obecnie występuje w Bundeslidze, w drużynie VfL Gummersbach.

## Kariera
- 1998–2000 	HBC Gien Loiret
- 2000–2007  Montpellier Agglomération Handball
- 2007–  VfL Gummersbach

## Sukcesy

### reprezentacyjne
- 2006:  mistrzostwo Europy

### klubowe
- 2002, 2003, 2004, 2005, 2006:  mistrzostwo Francji
- 2001, 2002, 2003, 2005, 2006:  Puchar Francji
- 2004, 2005, 2006, 2007:  Puchar Ligi Francuskiej
- 2003:  zwycięstwo w Lidze Mistrzów EHF
- 2009:  Puchar EHF
- 2010, 2011:  Puchar Zdobywców Pucharów